# Vliegbasis Biên Hòa
Vliegbasis Biên Hòa is een vliegbasis die door de United States Air Force tijdens de Vietnamoorlog is aangelegd bij Biên Hòa in de Vietnamese provincie Đồng Nai.
De Zuid-Vietnamese luchtmacht gebruikte de vliegbasis tijdens de Vietnamoorlog. Van 1961 tot en met 1973 gebruikte ook de VS deze vliegbasis. Leger-, Luchtmacht-, Marine-eenheden en eenheden van de US Marine Corps  waren gelegerd op deze basis.
Op de vliegbasis werden de United States Army, de United States Air Force, de United States Navy en de United States Marine Corps gestationeerd.

## Oorsprong
Biên Hòa ligt op vlak terrein op het platteland 25 kilometer ten noordoosten van Saigon. De Franse luchtmacht zette er een vliegbasis op genaamd Base aérienne tactique 192. Deze basis werd intensief gebruikt tijdens de Eerste Indochinese Oorlog.
In februari van 1953 zette de Franse luchtmacht op Biên Hòa een faciliteit op waar F8F Bearcat jagers herzien zouden worden. In april van dat jaar arriveerden er 15 leden van de 6410th Materiel Control Group van de Amerikaanse luchtmacht aan in Saigon om de Fransen op vliegbasis Biên Hòa te assisteren in het opzetten van deze faciliteit.
Op 1 juni 1955 werd Biên Hòa een logistieke ondersteuningsbasis van de Zuid-Vietnamese luchtmacht na het evacueren van het Franse hoofddepot in Hanoi. Op dit moment had de vliegbasis één landingsbaan van 1.700 bij 46 meter.
In december 1960 vroeg de Militaire Assistentie en Advies Groep Vietnam (Military Assistance Advisory Group Vietnam (MAAG)) om meerdere vliegvelden die geschikt waren voor straalvliegtuigen aan te leggen in Zuid-Vietnam, waaronder Biên Hòa. De Amerikaanse marine nam in die tijd de beslissingen over de aanleg van militaire faciliteiten in Zuidoost Azië. In december 1961 kreeg het Amerikaanse bouwbedrijf RMK-BRJ de opdracht van de marine om een nieuwe betonnen landingsbaan te bouwen als eerste opdracht op vliegbasis Biên Hòa in de 10 jaren die daarop volgden.

## Amerikaans gebruik tijdens de Vietnamoorlog
Met het aankomen van Amerikaanse luchtmachteenheden vroeg in de jaren 60 werd Biên Hòa een vliegbasis van zowel de Amerikaanse als Zuid-Vietnamese luchtmacht. De Amerikaanse eenheden vielen onder het bevel van de Pacific Air Forces (PACAF).
Vanaf september 1962 arriveerde de 33rd Transportation Company, een lichte-helikoptereenheid die Piasecki CH-21C Shawnee helikopters vloog op de vliegbasis. In december 1964 kwam een deel van de 501st Aviation Battalion aan met UH-1 helikopters.
Op 11 oktober 1961 besloot president John F. Kennedy om het 'Jungle Jim' squadron van de Amerikaanse luchtmacht naar Vietnam te sturen met het doel om Zuid-Vietnamese piloten op te leiden. Het 4400th Combat Crew Training Squadron zou enkel een trainingsmissie uitvoeren en niet deelnemen aan gevechten. De officiële aanduiding voor deze eenheid in deze missie was Detachment 2 of the 4400th Combat Crew Training Squadron, codenaam Farm Gate. De eenheid zou vallen onder de luchtvaarttak van de MAAG Vietnam. Detachement 2A zou de B-26 Invader en Detachement 2B de T-28 Trojan. In oktober kwam een voorbereidingsteam van de 6009th Tactical Support Group aan op Biên Hòa om de vliegbasis klaar te maken voor de Amerikaanse toestellen. Op 15 november werd dit team uitgebreid met Detachement 9 van de 6010th Tactical Support Group, die verantwoordelijk waren voor onderhoud van de vliegtuigen. Snel groeide Farm Gate tot 4 SC-47, 4 B-26 en 8 T-28 toestellen.
In juni van 1962 werden er 2 Zuid-Vietnamese soldaten die de basis bewaakten gedood door de Vietcong. Hierop stelde admiraal Harry D. Felt voor een stuk jungle ten noorden van de basis te ontbladeren. Dit voorstel werd uitgevoerd door Zuid-Vietnamese H-34 helikopter in juli van dat jaar.
In mei van 1962 kwamen er 2 RB-26C vliegtuigen aan op de basis. Deze hadden een nachtelijke foto-verkenningsrol en maakten deel uit van Farm Gate. Eén van deze vliegtuigen werd op 20 oktober vernietigd tijdens een ongeluk op de grond.

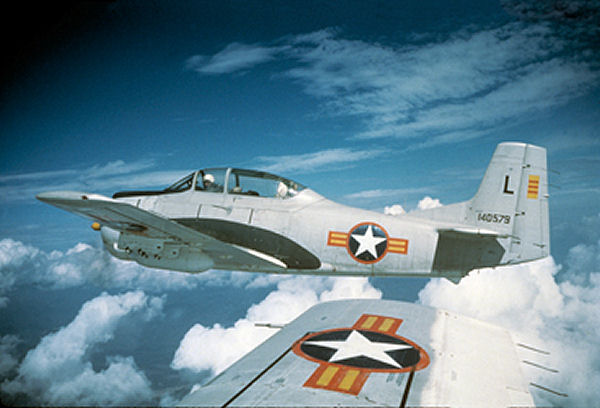
Een T-28 met het Zuid-Vietnamese Roundel

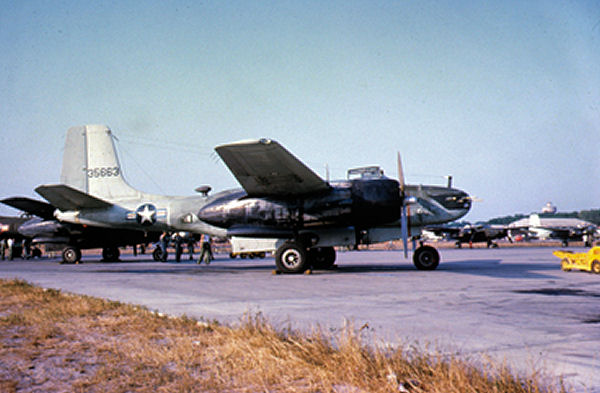
Een Amerikaanse B-26C op vliegbasis Biên Hòa, 1962.

In juli van 1963 werd de 19th Tactical Air Support Squadron geactiveerd op de basis, deze werd op 15 september operationeel. In het begin vloog deze eenheid van 20 leden 4 O-1 Bird Dog toestellen. De taak van deze eenheid was het opleiden van Zuid-Vietnamese piloten en observanten in luchtobservatie en visuele verkenning. Aan het einde van 1963 had de eenheid 16 O-1 toestellen waarmee in totaal 3862 gemaakt waren.
Ten tijde van juni 1963 was de aanwezigheid van de Amerikaanse luchtmacht in Vietnam gegroeid naar bijna 5.000 personen. De luchtmacht bouwde een permanentere organisatiestructuur op terwijl die aanwezigheid toenam om de Amerikaanse activiteit naar behoeven te beheren. Op 8 juli 1963 werden de Farm Gate squadrons op vliegbasis Biên Hòa de aanduiding 1st Air Commando Squadron gegeven. Deze bestond uit 2 afdelingen, één met 10 B-26 en 2 RB-26 toestellen en de andere met 13 T-28 toestellen. Daarbij waren er ondersteuningssquadrons die 6 C-47 transportvliegtuigen en 4 U-10 psychologische oorlogsvoering vliegtuigen vlogen.  Op diezelfde dat werd de 34th Tactical Group opgericht op de vliegbasis om de 19th Tactical Air Support Squadron en de 34th Air Base Squadron te overzien.
In december 1963 vlogen U-2 verkenningsvliegtuigen verschillende verkenningsvluchten over Laos en Noord-Vietnam vanaf vliegbasis Biên Hòa.
In het begin van 1964 konden de Amerikaanse en Zuid-Vietnamese luchtmachten slechts de helft van alle oproepen om luchtsteun verwerkelijken. Op 11 februari verloor een B-26 die vanaf vliegbasis Eglin in Florida vloog een vleugel tijdens een vlucht waardoor alle B-26 toestellen in Zuid-Vietnam aan de grond bleven. Met het verlies van de B-26 toestellen werd er voorgesteld deze te vervangen met B-57B Canberra bommenwerpers. Deze zouden vallen onder Farm Gate en vliegen met gemengde Amerikaanse/Zuid-Vietnamese bemanningen onder Zuid-Vietnamese vlag. Aan het einde van maart vlogen er 48 B-57 toestellen van vliegbasis Yokota in Japan naar vliegbasis Clark in de Filipijnen. Op 8 april vlogen de laatst overgebleven B-26 toestellen naar vliegbasis Clark om gesloopt te worden.
Op 24 maart verloor een T-28 een vleugel tijdens een bombardement nabij vliegveld Sóc Trăng. Hierbij kwamen beide bemanningsleden om het leven. Op 9 april verloor nog een T-28 een vleugel terwijl het een beschieting uitvoerde waarna het neerstortte. Twee afgevaardigden van North American Aviation, de fabrikant van de T-28, kwamen naar basis om de verliezen te analyseren en adviseerden hierna de T-28 niet te gebruiken in luchtsteunmissies omdat deze niet ontworpen in om de stress hiervan te weerstaan. Door dit advies werden de 5 oudere T-28 toestellen uit dienst genomen en vervangen door 9 nieuwere eenheden die door de Zuid-Vietnamese luchtmacht geleend waren. Ook werden er operationele restricties ingevoerd. Ondanks deze acties betekende dit dat de 1st Air Commando Squadron aan het einde van mei slechts 8 T-28 toestellen over had. Deze werden op 30 mei vervangen door de A-1E Skyraider, die beter in staat was de benodigde taken te vervullen.

### B-57 Canberras

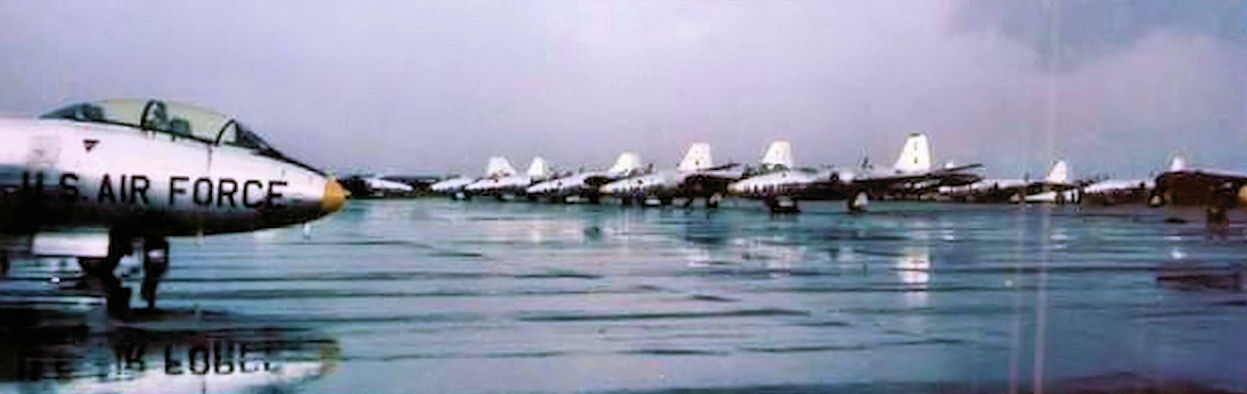
Amerikaanse B-57B bommenwerpers kort na hun aankomst op vliegbasis Biên Hòa, augustus 1964.

Na het Tonkin-incident op 4 augustus 1964 begon er een opbouw van de Amerikaanse luchtmacht in Zuid-Vietnam. 36 B-57B Canberra bommenwerpers van de 8th en 13th Bombardment Squadron werden vanuit vliegbasis Clark naar vliegbasis Biên Hòa verplaatst. Tijdens de aankomst van de bommenwerpers op Biên Hòa op de avond van 5 augustus stortte er één neer. Twee andere toestellen gleden over de verregende landingsbaan waarna ze op elkaar botste en de landingsbaan blokkeerden. Hierdoor moest de rest van de bommenwerpers afwijken naar vliegbasis Tân Sơn Nhứt. Een van de B-57B toestellen werd tijdens de vlucht naar Tân Sơn Nhứt geraakt door luchtafweer en stortte neer. Dit kostte beide bemanningsleden hun leven. Reddingseenheden konden de neergestorte vliegtuigen niet bereiken vanwege zware beschietingen door de Vietcong.
De inzet van de B-57 bommenwerpers werd de eerste inzet van straalvliegtuigen in Vietnam. Dit was echter een overtreding op de Conferentie van Genève die de introductie van straalvliegtuigen in Vietnam verbood. Deze squadrons maakten ogenschijnlijk deel uit van de 405th Fighter Wing op vliegbasis Clark. Ze zouden roteren naar 'tijdelijke' basissen in Zuid-Vietnam.
Laat in augustus werd Detachment 1, Pacific Air Rescue Service opgericht op de basis met HH-43B helikopters, deze eenheid werd in november overgeplaatst naar vliegbasis Takhli van de Koninklijke Thaise luchtmacht. In oktober werd Detachement 4 opgericht met 3 verbeterde HH-43F helikopters. De HH-43 helikopters werden gebruikt voor opsporing en redding, reddingsoperaties rond de basis en brandbestrijding. Met de activatie van het 38th Air Rescue Squadron op 30 juni 19565 werd het detachement op vliegbasis Biên Hòa omgedoopt naar Detachment 6.

In oktober van 1964 werd het 602nd Fighter Squadron georganiseerd op de basis, deze was uitgerust met A-1E vliegtuigen.

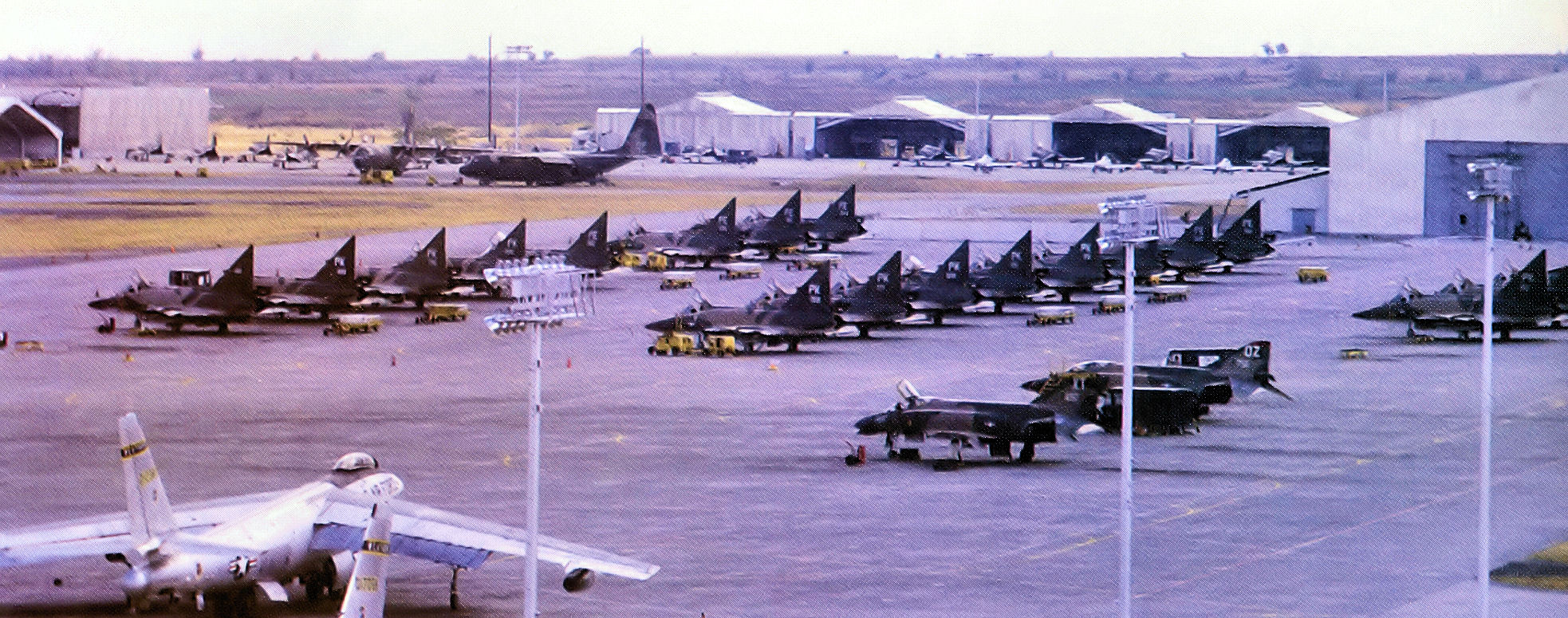
De Vliegbasis Biên Hòa in 1966

## Gebruik door de moderne Vietnamese luchtmacht
Het 935ste jagersregiment met haar Soe-30MK2 straaljagers is gelegerd op vliegbasis Biên Hòa.
In april van 2019 maakte de United States Agency for International Development bekend dat er een 10 jaar durend project opgezet zou worden om de basis te reinigen van Dioxine afkomstig van het Agent Orange ontbladeringsmiddel dat op de basis opgeslagen werd tijdens de Vietnamoorlog. Voor dit project werd 183 miljoen dollar begroot. De basis is beschreven als de meest verontreinigde plek in Vietnam. Dioxine heeft de bodem en waterwegen vervuild.